# Блекфорд (округ, Індіана)
Шаблон:StateAbbr_ 40°28′ пн. ш. 85°19′ зх. д. / 40.47° пн. ш. 85.32° зх. д.
Округ Блекфорд (англ. Blackford County) — округ (графство) у штаті Індіана, США. Ідентифікатор округу 18009.

## Історія
Офіційно утворений 2 квітня 1838 року.

## Демографія
За даними перепису 2000 року загальне населення округу становило 14 048 осіб, зокрема міського населення було 7092, а сільського — 6956. Серед мешканців округу чоловіків було 6907, а жінок — 7141. В окрузі було 5690 господарств, 4029 родин, які мешкали в 6155 будинках. Середній розмір родини становив 2,91.
Віковий розподіл населення поданий у таблиці:
| Стать    | До 15 років | 15—21 | 22—29 | 30—39 | 40—49 | 50—65 | 65—85 | Понад 85 |
| -------- | ----------- | ----- | ----- | ----- | ----- | ----- | ----- | -------- |
| Чоловіки | 1532        | 616   | 687   | 952   | 1021  | 1225  | 807   | 67       |
| Жінки    | 1371        | 572   | 633   | 978   | 1019  | 1273  | 1108  | 187      |

## Суміжні округи
- Веллс — північ
- Джей — схід
- Делавер — південь
- Грант — захід[7]

## Виноски
1. ↑  U.S. Decennial Census. United States Census Bureau. Архів оригіналу за 26 квітня 2015. Процитовано 10 липня 2014.
2. ↑  Historical Census Browser. University of Virginia Library. Архів оригіналу за 26 грудня 2013. Процитовано 10 липня 2014.
3. ↑  Population of Counties by Decennial Census: 1900 to 1990. United States Census Bureau. Архів оригіналу за 4 жовтня 2014. Процитовано 10 липня 2014.
4. ↑  Census 2000 PHC-T-4. Ranking Tables for Counties: 1990 and 2000 (PDF). United States Census Bureau. Архів оригіналу (PDF) за 18 грудня 2014. Процитовано 10 липня 2014.
5. ↑  Blackford County QuickFacts. United States Census Bureau. Архів оригіналу за 7 червня 2011. Процитовано 2 липня 2011. [Архівовано 2011-06-07 у Wayback Machine.](англ.) Наведено за англійською вікіпедією.
6. ↑  American FactFinder. Бюро перепису населення США. Архів оригіналу за 26 лютого 2012. Процитовано 31 січня 2008. [Архівовано 2008-05-21 у Wayback Machine.]
7. ↑  Indiana County Map. Census Finder – A Directory of Free Census Records. Архів оригіналу за 6 жовтня 2011. Процитовано 18 жовтня 2011. [Архівовано 2011-10-06 у Wayback Machine.]

| США | Це незавершена стаття з географії США. Ви можете допомогти проєкту, виправивши або дописавши її. |